# タフテ・ソレイマーン
タフテ・ソレイマーン（ペルシア語: تخت سلیمان、ラテン翻字: Takht-e Soleymān）は、イラン・西アーザルバーイジャーン州のタカブの近郊にあるゾロアスター教の聖地である。
前6世紀~前4世紀のハカーマニシュ朝の時代から信仰を集め、3世紀にはアザル・ゴシュナスブ寺院に多くの巡礼者が訪れるようになった。寺院はペルシア語で「ソロモンの玉座」を意味するタフテ・ソレイマーンと呼ばれるようになり、やがて遺跡全体を指すようになったという。この地の建築様式はイスラーム建築に大きな影響を与えたとされる。
2003年7月3日、ユネスコの世界遺産に登録された。

## 概要
タフテ・ソレイマーンは、渓谷の中にある史跡であり、テヘランの西400km離れた沃野の真ん中にある。遺構は直径約100メートル、水深約100メートルの活動を停止した火口湖を中心に建てられており、主にサーサーン朝時代に建造された宗教施設群やフレグ・ウルス時代に建造された宮殿遺跡群も含む。（『集史』などにアバカ時代に夏営地として宮殿が建設された記録がある）　サーサーン朝はゾロアスター教を国教と定めていたが、特に王朝後期に国家的な拝火壇がイラン南西部のファールス地方から西北部のアーゼルバーイジャーン地方へ移されたようで、アッバース朝時代の歴史家タバリーが『諸使徒と諸王の歴史』で述べる宗教都市シーズ、後代のゾロアスター教文書に言及されるサーサーン朝の国家的最重要拝火壇のひとつ「アードゥル・グシュナスプ聖火」が、このタフテ・ソレイマーン遺跡であった可能性が高いと考えられている。フィールーザーバードのようなイランの多くの遺跡と同様に、ゾロアスター教の寺院、宮殿、レイアウトなどは、イスラーム建築の発展に大きな影響を与えた。
この遺跡にソレイマーン（ソロモン王）の名前がつけられた由来は、かつてソロモン王がこの土地の100mの深さのある火口湖に怪物を閉じ込めたという伝説が残っていることに求められる。また、他に火口湖跡がいくつもあり、これらの窪地は湧き水であふれている。その窪地は、ソロモン王が古の時代に作ったと言い伝えられ、現在まで至っているといわれている。イエスおよびゾロアスターに関連した4世紀のアルメニア語手稿をはじめ、のちにはイスラーム時代の歴史家たちも、この湖に対して様々に伝説などを記録している。旧火口湖の側にあるゾロアスター教の寺院もこの伝説にもとづいている。
考古学調査では、タフテ・ソレイマーン遺跡には紀元前5世紀のハカーマニシュ朝や後期パルティアの住居なども周辺から多数発見されているが、その他にもサーサーン朝の王が刻まれている硬貨やビザンツ帝国皇帝のテオドシウス2世の硬貨も見つかっている。伝説によると、サーサーン朝の歴代の君主たちは王位を受ける前にタフテ・ソレイマーンを訪問し、火をささげたと言う。

## ギャラリー

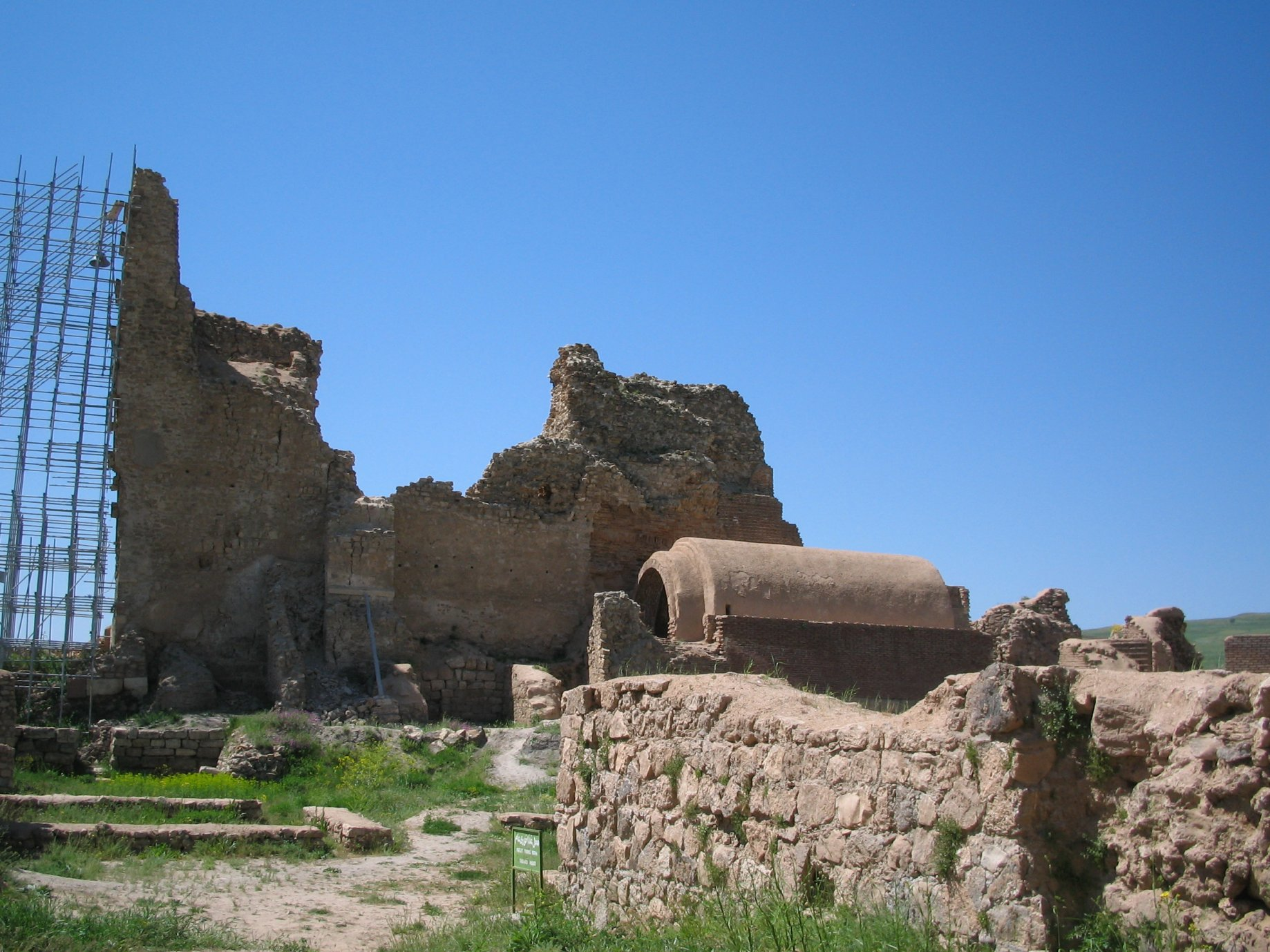
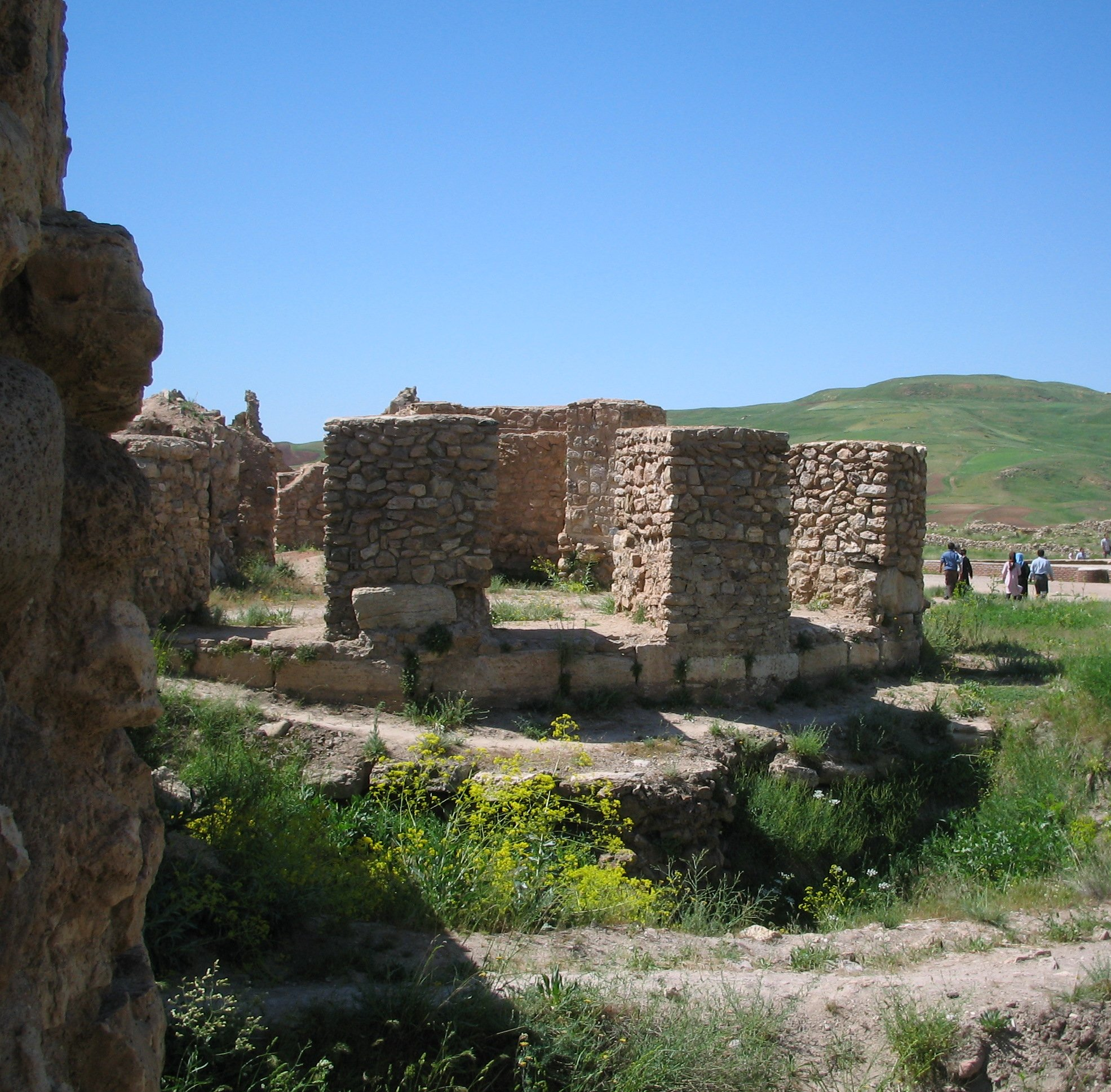
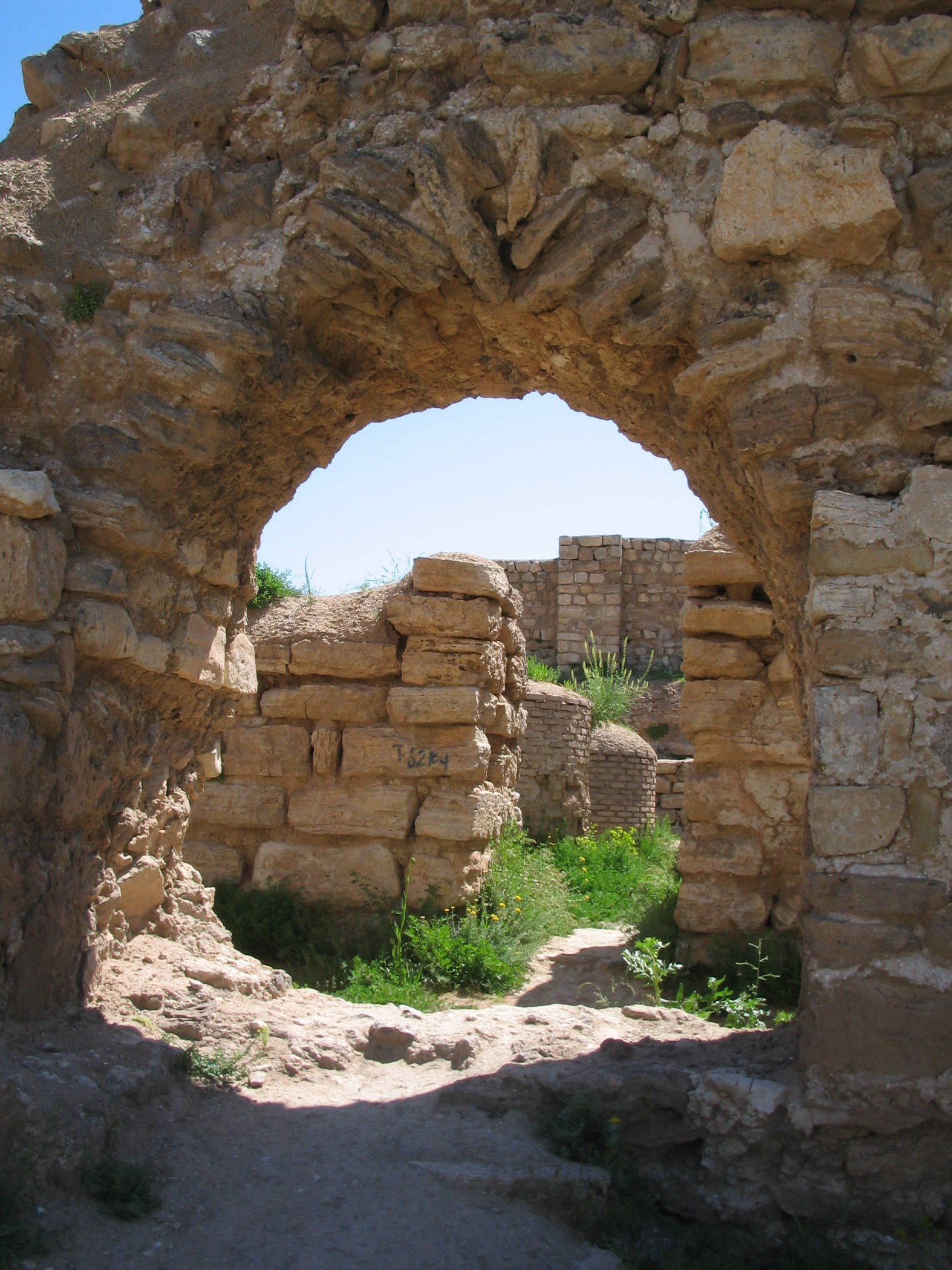
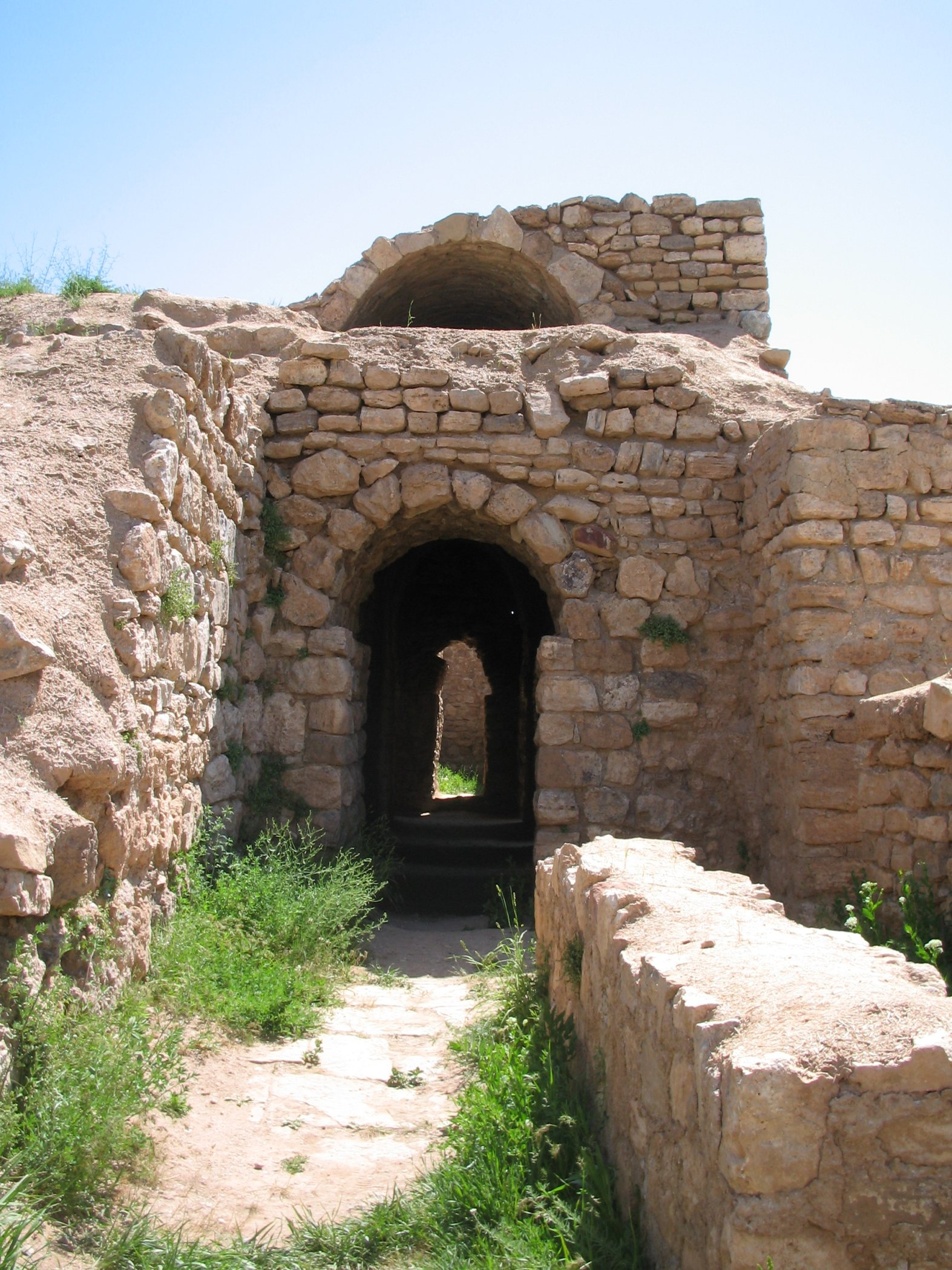

## 世界遺産

### 登録基準
この世界遺産は世界遺産登録基準のうち、以下の条件を満たし、登録された（以下の基準は世界遺産センター公表の登録基準からの翻訳、引用である）。
- (1) 人類の創造的才能を表現する傑作。
- (2) ある期間を通じてまたはある文化圏において、建築、技術、記念碑的芸術、都市計画、景観デザインの発展に関し、人類の価値の重要な交流を示すもの。
- (3) 現存するまたは消滅した文化的伝統または文明の、唯一のまたは少なくとも稀な証拠。
- (4) 人類の歴史上重要な時代を例証する建築様式、建築物群、技術の集積または景観の優れた例。
- (6) 顕著で普遍的な意義を有する出来事、現存する伝統、思想、信仰または芸術的、文学的作品と直接にまたは明白に関連するもの（この基準は他の基準と組み合わせて用いるのが望ましいと世界遺産委員会は考えている）。